# Roeselia causta
Roeselia causta är en fjärilsart som beskrevs av George Francis Hampson 1900. Roeselia causta ingår i släktet Roeselia och familjen trågspinnare. Inga underarter finns listade.